# Jacques Revaux

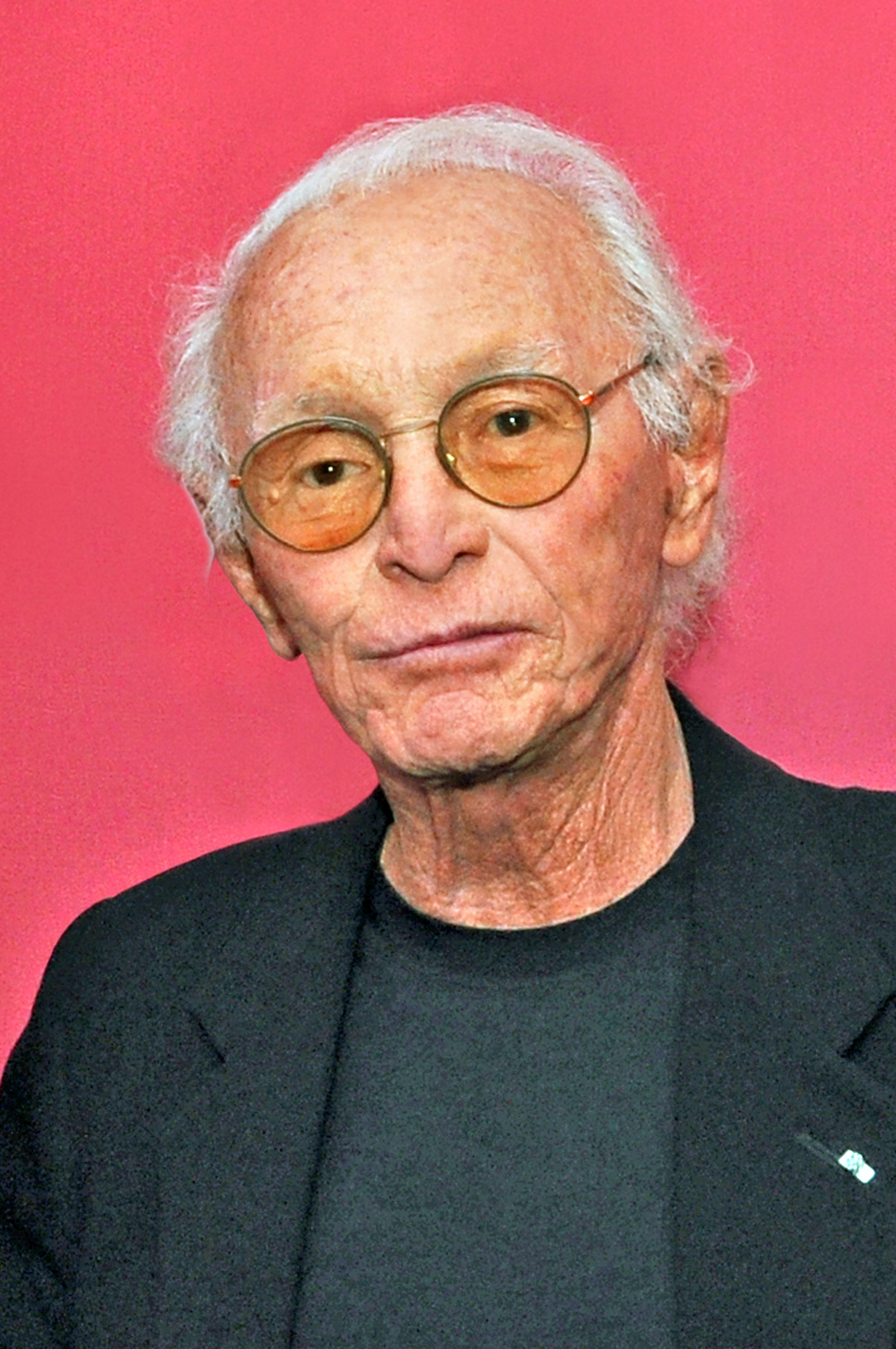
Jacques Revaux in 2023

Jacques Revaux (eigenlijk: Jacques Abel Jules Revaud) (Azay-sur-Cher, 11 juli 1940) is een Frans componist.

## Levensloop
Revaux begon zijn carrière als zanger in de film van Jacques Demy. Verder was hij het double van Jacques Perrin in de film Les Demoiselles de Rochefort en Peau d'Âne. Maar bovenal is hij bekend geworden als componist van chansons voor Claude François, waaronder Comme d'habitude, wereldwijd bekend als My Way.
Revaux schreef ook voor Michel Sardou en Johnny Hallyday. Hij heeft een eigen bedrijf voor het platen- en CD-label "Tréma" opgericht.
Hij schreef voor harmonieorkest Les lacs du Connemara, dat in 1992 bij de Nederlandse muziekuitgeverij Molenaar gepubliceerd werd.
Op 22 november 2006 werd hij met de Franse Orde van Kunst en Letteren onderscheiden.
- Biblioteca Nacional de España: XX1571128
- Bibliothèque nationale de France: cb147892903 (data)
- CiNii: DA10935432
- Gemeinsame Normdatei: 134496094
- International Standard Name Identifier: 0000 0001 1880 438X
- Library of Congress Control Number: no99038420
- Nationale Bibliotheek van Letland: 000044134
- MusicBrainz: bd5ffaaa-71e8-4930-a5c2-338d828f0c89
- Nationale Bibliotheek van Tsjechië: jn20020721019
- Nationale Bibliotheek van Israël: 987007446440705171
- Nederlandse Thesaurus van Auteursnamen: 072492724
- Istituto Centrale per il Catalogo Unico: CFIV172500
- Système universitaire de documentation: 225792591
- Virtual International Authority File: 102343729
- WorldCat: E39PBJmHGcbtwDt8YpKXfB4Qbd

1. ↑  http://www.culture.gouv.fr/Nous-connaitre/Organisation/Conseil-de-l-Ordre-des-Arts-et-des-Lettres/Arretes-de-Nominations-dans-l-ordre-des-Arts-et-des-Lettres/Nomination-dans-l-ordre-des-Arts-et-des-Lettres-septembre-2016; NOR-identificatiecode: MCCA1623619A.